# Banda jezik
Banda jezik (ISO 639-3: bnd), austronezijski jezik centralnomolučke skupine, podskupine banda-geser, kojim govori 3 000 ljudi (1987 SIL) u Južnim Molucima na otocima Kei, u selima Banda-Eli i Banda-Elat, Indonezija.
Dijalekti su mu eli i elat. Služe se i jezikom kei [kei]

## Vanjske poveznice
- Ethnologue (14th)
- Ethnologue (15th)